# Кириленко, Иван Иванович
Иван Иванович Кириленко (род. 27 июня 1931, село Будки, Белопольского района Сумской области — 29 сентября 2023) — советский и российский хозяйственный деятель. Академик Петровской Академии наук и искусств. Депутат Верховного Совета СССР 9-го созыва.

## Биография
Родился 27 июня 1931 года в селе Будки, Белопольского района Сумской области в крестьянской семье. В 1947 году окончил семилетнюю школу и поступил в Белопольское педагогическое училище Сумской области.
В 1951 — 1954 годах служил на Черноморском флоте, матрос срочной службы в Севастополе. Член КПСС с 1954 года.
С октября 1954 года — инструктор Севастопольского городского комитета ЛКСМ Украины, 2-й секретарь, а в 1956 — 1959 года — 1-й секретарь Ленинского районного комитета ЛКСМ Украины города Севастополя.
В 1963 году окончил Высшую партийную школу при ЦК КПУ.
В 1963 — 1966 г. — заведующий организационным отделом, 2-й секретарь Нахимовского районного комитета КПУ города Севастополя. В 1966 — 1973 г. — 1-й секретарь Балаклавского районного комитета КПУ города Севастополя.
Окончил заочно Киевский институт народного хозяйства.
В июне 1973 — 1979 годах председатель исполнительного комитета Севастопольского городского совета депутатов трудящихся.
С 1975 по 1980 годах депутат Верховного Совета Украинской ССР 9-го созыва по Балаклавскому округу.
С 1980 года начальник отдела кадров Морского гидрофизического института в Севастополе.
С января 1993 — 1-й заместитель генерального директора Выставочного комплекса «Манеж» в Москве.
В 1999 году создал и возглавил севастопольское землячество в Москве.
С 2000 по 2006 гг. был постоянным представителем Севастопольской государственной администрации при Правительстве города Москва.
Ветеран труда, Ветеран Великой Отечественной войны, подполковник в отставке. Член Президиума Совета ветеранов Великой Отечественной войны

## Награды
- два ордена Трудового Красного Знамени
- орден Петра Первого